# Premio Antonio Camuñas de Arquitectura
El Premio Antonio Camuñas de Arquitectura era un premio concedido por la Fundación Antonio Camuñas desde 1985 hasta 2006 con el propósito de reconocer la labor de un arquitecto español que, por su trayectoria profesional, obras y renovación introducida en el campo de la arquitectura, merezca el mencionado reconocimiento y gratitud. Por medio de este premio de carácter bienal, la fundación destacaba y valoraba la ejecutoria profesional de aquellos arquitectos de España con una larga y brillante hoja de servicios.

## Lista de ganadores
- 1985: Félix Candela
- 1987: Julio Cano Lasso
- 1989: Francisco Javier Sáenz de Oiza
- 1991: Fernando Chueca Goitia
- 1993: Alejandro de la Sota Martínez
- 1995: Rafael de La-Hoz Arderius
- 1997: Miguel Fisac
- 1999: Luis Peña Ganchegui
- 2001: José Luis Picardo Castellón
- 2002: Javier Carvajal Ferrer[1]
- 2004: José Antonio Corrales
- 2006: Francesc Mitjans Miró